# الضبة (السياني)

تعديل مصدري - تعديل

الضبة محلة تابعة لقرية الدارض، التابعة لعزلة الازارق بمديرية السياني إحدى مديريات محافظة إب في الجمهورية اليمنية.، بلغ تعداد سكانها 192 حسب تعداد اليمن لعام 2004.